# Mathias Heise
Mathias Ebenhard Heise (født 5. september 1993) er en dansk jazz-mundharmonikaspiller, keyboardspiller, arrangør og komponist.

## Liv og karriere
Mathias Heise er født i Rødovre og bor i København. Som otteårig så Mathias Heise Amin Jensen spille mundharmonika i tv-underholdningsprogrammet Hit med sangen og han begyndte derefter selv at spille mundharmonika. Efter at have spillet nogle år på diatonisk mundharpe (bluesmundharmonika), skiftede Mathias Heise i 2011 til kromatisk mundharmonika og har efterfølgende næsten udelukkende spillet denne type mundharmonika. I sin skoletid gik han på Rødovre Musikskole og siden på Sankt Annæ Gymnasium, hvor han gik på musikalsk grundkursus (MGK) og blev student. Efter gymnasiet gik han et år på Rytmisk Musikkonservatorium, som den første nogensinde med mundharmonika som hovedinstrument.
Mathias Heise har nævnt den belgiske mundharmonikaspiller Toots Thielemans som et af sine store forbilleder.

## Udgivelser
Mathias Heise har indtil nu udgivet syv albums i eget navn.

### Mathias Heise Quintet
Med sin kvintet Mathias Heise Quintet udgav Mathias Heise albummet Mouth Games i 2024. Albummet blev nomineret til årets jazzudgivelse ved Danish Music Jazz Awards samme år.

### Mathias Heise Quadrillion
Mathias Heise Quadrillion blev dannet i 2014 og spiller en blanding af funk, rock og jazz. Mathias Heise spiller mundharmonika og keyboard, samt skriver det meste af bandets materiale. De øvrige medlemmer er Mads Christiansen (guitar), David Vang (bas) og Frederik Emil Bülow (trommer), som i 2025 afløste  Aksel Stadel Borum.
I 2015 udkom debutalbummet Sudden Ascent. Med det blev Mathias Heise Quadrillion nomineret til årets nye jazznavn ved Danish Music Jazz Awards samme år.
Det blev efterfulgt i 2017 af Decadence (mikset og mastered af Erik Zobler).
I 2022 udkom gruppens tredje og selvbetitlede album Quadrillion.

### Med DR Big Band
I 2018 skrev og arrangerede Mathias Heise otte numre til et album med DR Big Band, som fik titlen The Beast. Albummet blev nomineret til årets jazzudgivelse ved Danish Music Jazz Awards i 2019.
I 2025 arrangerede og nyfortolkede Mathias Heise John Coltranes ikoniske album A Love Supreme for DR Big Band – en koncert, der fik seks hjerter ud af seks i avisen Politiken.  Udgivelsesdatoen er ikke offentliggjort endnu.

### Med The Action 4s
Sammen med Connor Chaplin (bas), Anton Eger (trommer) og Rasmus Sørensen (keys) i The Action 4s udgav Mathias Heise albummet THE ACTION 4S i 2025. Genren er moderne jazz.

### Med akkordionist Bjarke Mogensen
Jazz møder klassisk på albummet Flux fra 2024. En blanding af egne kompositioner og klassiske stykker arrangeret af Heise og Mogensen for harmonika og akkordion.

## Hæder
- 2025 Palæ Bars Jazzpris
- 2024 Mouth Games nomineret til årets jazzudgivelse ved Danish Music Jazz Awards[5]
- 2019 Hartmann Diplom-prisen[15]
- 2019 The Beast nomineret til årets jazzudgivelse ved Danish Music Jazz Awards[11]
- 2018 Præmie fra Legatudvalget for Musik under Statens Kunstfond[16]
- 2017 Ben Webster-prisen (den yngste modtager nogensinde)[17]
- 2016 Kronprinsparrets Stjernedryspris[18]
- 2015 Mathias Heise Quadrillion nomineret til årets nye jazznavn ved Danish Music Jazz Awards
- 2015 Vinder af Danske Populærautorers (DPAs) talentkonkurrence "Årets nye jazzstjerne"[19]
- 2013 Chromatic Harmonica World Championship i jazzmundharmonika ved Hohner's World Harmonica Festival i Trossingen, Tyskland.[20]
- 2012 Rødovre Musikpris[21]

## Udvalgt diskografi
Mathias Heise har blandt andet medvirket på følgende indspilninger.
| I Made it Out              | Samuel Ljungblahd                   | 2024 |
| Le Grand Michel            | Vivian Buzcek                       | 2024 |
| Sweet Dreams               | Kristin Korb                        | 2024 |
| A Tribute to Paco de Lucia | Flamenco Passion                    | 2023 |
| Album for Astor            | Bjarke Mogensen                     | 2022 |
| Dreamcatcher 3.0           | Dreamcatcher 3.0                    | 2021 |
| What If?                   | Kristin Korb                        | 2021 |
| Swan Songs                 | Jørgen Emborg                       | 2020 |
| Æ                          | Anton Eger                          | 2019 |
| Natsværmeri                | Bent Fabricius-Bjerre & Livestrings | 2018 |
| What’s Left                | Jørgen Emborg Quartet               | 2017 |
| Cleo and friends           | Georg Wadenius                      | 2016 |
| Star Eyes                  | Morten Elbek                        | 2016 |
| Out Of The White           | Martin Fabricius Trio               | 2014 |

## Projekter
Mathias Heise spiller fast i følgende projekter:
- Mathias Heise Quintet/Quartet[22]
- Mathias Heise Quadrillion[9]
- Heise/von Bülow Duo (med guitarist Pelle von Bülow)[23]
- Mathias Heise og Bjarke Mogensen[24]
- Action 4's (med Anton Eger, Connor Chaplin og Rasmus Sørensen)[25]
- Mads Mathias Heise (med sanger og saxofonist Mads Mathias)[26]